# Płomjo
Płomjo (Flama) és una revista mensual infantil editada en alt sòrab per les publicacions de Domowina. Està dirigit no sols als nens de parla materna sòrab, sinó també a aquells que assisteixen a les classes del projecte Witaj per a aprendre en sòrab, ja que hi ha texts amb ajuda per a aprendre vocabulari. L'equivalent en baix sòrab és Płomje.
De 1952 a 1955 es va fer càrrec de la seva publicació la Joventut Lliure Alemanya (FJD) del districte de Dresde, i des de 1955 el comitè central de la FJD. La freqüència aleshores era de dos cops al mes. El seu tiratge el 2004 era de 1.600 exemplars el 2004, mentre que el de Płomje és de 850 exemplars.